# Tseltais
Os tseltais são um povo maia do México, que reside principalmente nas terras altas de Chiapas. A língua tseltal pertence ao subgrupo tzeltalan das línguas maias . A maioria dos tseltais vive em comunidades em cerca de vinte municípios, sob um sistema mexicano chamado “usos y costumbres”, que busca respeitar a autoridade e a política indígena tradicional. As mulheres costumam usar huipils (túnicas tradicionais) e saias pretas, mas os homens geralmente não usam trajes tradicionais. A religião tseltal integra sincreticamente traços dos sistemas de crenças católico e nativo. O xamanismo e a medicina tradicional são praticados. Muitos vivem da agricultura e/ou artesanato, principalmente têxteis; e muitos também trabalham por salários para atender às necessidades da família.

## Origem e História
Os tseltais são um dos grupos descendentes dos maias, que foi uma das primeiras e maiores civilizações mesoamericanas. Este grupo deixou para trás um grande número de sítios arqueológicos como Tikal e Palenque, e o grupo linguístico maia é um dos maiores grupos linguísticos das Américas, subdividido em huasteca, iucateca, maia oriental e maia ocidental. A civilização maia atingiu seu auge no período clássico da cronologia mesoamericana, mas de 900 a 1200 EC passou por um período de declínio em cidades-estado rivais menores, com quase todas as cidades completamente abandonadas no século XV. A academia ocidental não sabe por que a civilização maia entrou em colapso. Deste ponto em diante, vários povos falantes do dialeto maia formaram culturas relacionadas, mas distintas, com várias línguas relacionadas. Os espanhóis conquistaram o território maia no início e meados do século XVI, incluindo o que hoje é o estado de Chiapas. Durante a maior parte do período colonial até a Revolução Mexicana, este e outros grupos indígenas foram forçados a trabalhar nas minas, engenhos e fazendas do estado por pouco ou nenhum salário. Mesmo durante o século 20, a marginalização econômica e política permaneceu severa, culminando no levante zapatista em 1994, no qual muitos do povo tseltal participaram junto com outros grupos indígenas.
Em meados do século 20, a população do estado e das terras altas experimentou um crescimento populacional que superou os recursos locais. Desde a década de 1930, muitos tseltais, juntamente com outros indígenas e mestizos, migraram das áreas montanhosas para a Selva Lacandona. Esses migrantes vieram para a área da selva para limpar a floresta e cultivar e criar gado, especialmente bovino. Agora existem grupos de tzetzals nas terras baixas vivendo com membros de outros grupos indígenas. Este processo de ocupação da “selva vazia” para criar assentamentos para grupos indígenas do altiplano Chiapas continuou com o apoio dos zapatistas, que os tzetals geralmente apoiavam no conflito com os nativos lacandonos da área e grupos ambientalistas.

## Os tseltais hoje

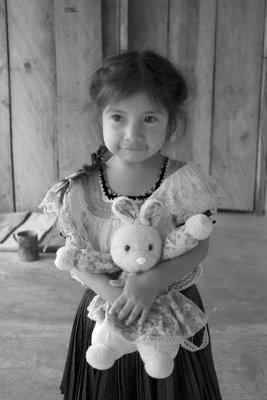
Garota tseltal de Amatenango

Os tseltais se autodenominam Winik atel, que significa "homens trabalhadores" em sua língua, ou como batzil'op ou "aqueles da palavra original" referindo-se à tradição oral maia. Eles são a maior etnia indígena com 278 577 pessoas com cinco anos de idade ou mais no estado de Chiapas que falam a língua de acordo com o censo de 2000 e um total estimado de 500 000, representando 34,41% do total da população indígena de Chiapas. Eles são seguidos pelos parentes próximos dos tsotsis, que também vivem na região de Los Altos, perto de San Cristóbal. O território tradicional dos tseltais fica a nordeste e sudeste de San Cristóbal nos municípios de San Juan Cancuc, Chanal, Oxchuc, Tenejapa, Altamirano, Sitalá, Socoltenango, Yajalón, Chilón, Ocosingo, Amatenango del Valle e Aguacatenango. O território tseltal faz fronteira com o dos tsotsis a oeste, os Ch'ols ao norte e nordeste e os Tojolabal a sudeste. Os tzetais na concentração principal se distinguem mais dos “ladinos” (falantes de espanhol, geralmente mestiços) e dos indígenas das áreas mais rurais. Isso se deve principalmente a uma história de opressão socioeconômica e conflito com as autoridades coloniais e, posteriormente, estaduais e federais. No entanto, muitas práticas tseltais sobreviveram até os dias atuais devido ao grande número desse grupo em relação aos espanhóis e ladinos, dando-lhe uma certa quantidade de poder para resistir à aculturação à cultura européia.

## língua tseltal
O grupo linguístico maia ocidental é dominante em Chiapas, sendo a variedade mais comum o tseltal, juntamente com o tsotsil. As duas línguas fazem parte da subdivisão Tzeltalan e estão intimamente relacionadas, estima-se que tenham começado a se separar por volta de 1200 EC. Os dois estão relacionados com outras línguas maias ocidentais no estado, como Chontal, Ch'ol, Tojolabal, Chuj, Q'anjob'al, Acatec, Jakaltek e Motozintlec. A língua tseltal está concentrada em vinte dos 111 municípios de Chiapas, com dois dialetos principais; planalto (ou Oxchuc) e planície (ou Bachajonteco). A maioria das crianças é bilíngüe na língua e no espanhol, embora muitos de seus avós sejam falantes monolíngues de tseltal.

## Sistema social e religião
A principal região tseltal é dividida em três zonas: norte, centro e sul, com algumas diferenças demográficas e culturais entre essas zonas. As mulheres se distinguem pela saia preta com cinto de lã e blusa de algodão não tingido bordada com flores. Seus cabelos são amarrados com fitas e cobertos com um pano. A maioria dos homens não usa trajes tradicionais. Uma distinção cultural mais importante é a pequena comunidade ou aldeia, cada uma das quais é uma unidade social e cultural distinta, com seu próprio território, dialeto, roupas e mais com base em um sistema de parentesco. Essa lealdade intracomunitária substitui aquela no nível étnico. Essas comunidades são baseadas em uma vila ou cidade principal, na qual existem várias comunidades dependentes menores. Estes são muitas vezes espelhados no sistema municipal oficial do estado. A sede é o centro político, religioso e comercial de toda a comunidade. Esta sede é dividida em dois ou mais bairros chamados barrios ou calpuls, com suas próprias autarquias e às vezes com seu próprio santo padroeiro. As comunidades mais conservadoras mantêm a herança da terra por meio de linhagens patriarcais e um complicado conjunto de terminologia de parentesco. Sistemas menos tradicionais tendem a estar mais alinhados com as práticas ladinas. Embora existam algumas famílias extensas, a família nuclear é a mais comum.
A religião tseltal é um sincretismo de elementos católicos e indígenas. A maioria das cerimônias e festas estão associadas ao dia dos santos, organizadas por patrocinadores chamados “mayordomos” com assistentes chamados “alfereces”. Os encarregados das cerimônias costumam ser líderes em assuntos mais seculares da aldeia. Esses rituais seguem um ciclo anual. O xamanismo e as práticas mágicas ainda permanecem. A cosmologia tseltal é baseada no conceito da interação entre corpo, mente e espírito de uma pessoa e como estes interagem com a comunidade, o mundo e o sobrenatural. Isso tem grande influência na medicina tradicional, o que é importante porque geralmente é a primeira fonte de tratamento para a maioria dos tseltais e, devido à falta de instalações médicas modernas, costuma ser a única fonte. Essa cosmologia atribui elementos religiosos e mágicos à relação entre doença e saúde. A doença pode ser atribuída à quebra de regras sociais como sanções impostas pelos santos ou deuses. Também pode ser atribuído à bruxaria feita por alguém que procura fazer mal. Para combater ambos, existem rituais. Como a doença é considerada um caso de falta de harmonia dentro da pessoa ou com a pessoa e o mundo/sobrenatural, a cura está focada em restaurar essa harmonia. Eles tradicionalmente consideram as corujas-das-torres como "doadoras de doenças".

## Economia
A agricultura é a atividade econômica básica do povo Tseltal. Culturas tradicionais da Mesoamérica, como milho, feijão, abóbora e pimenta são as mais importantes, mas uma variedade de outras culturas, incluindo trigo, mandioca, batata-doce, algodão, chuchu, algumas frutas, outros vegetais e café também são cultivadas. Os animais domésticos incluem porcos, burros, gado e aves domésticas. Aqueles que vivem em aldeias maiores tendem a se especializar na produção artesanal, com os excedentes comercializados por meio de um sistema de mercado regional. Este sistema tem vínculos com o sistema econômico mexicano mais amplo. O artesanato consiste principalmente em tecidos de teares decorados com desenhos tradicionais maias. Para as mulheres o item mais comum são os huipils, camisas e toalhas de mesa/guardanapos que depois são usados em casa ou vendidos. No entanto, para muitos Tzeltal, a renda da agricultura e do artesanato não é suficiente para sustentar suas famílias, e muitos também trabalham por salários.